# Hermann Franke (Geologe)

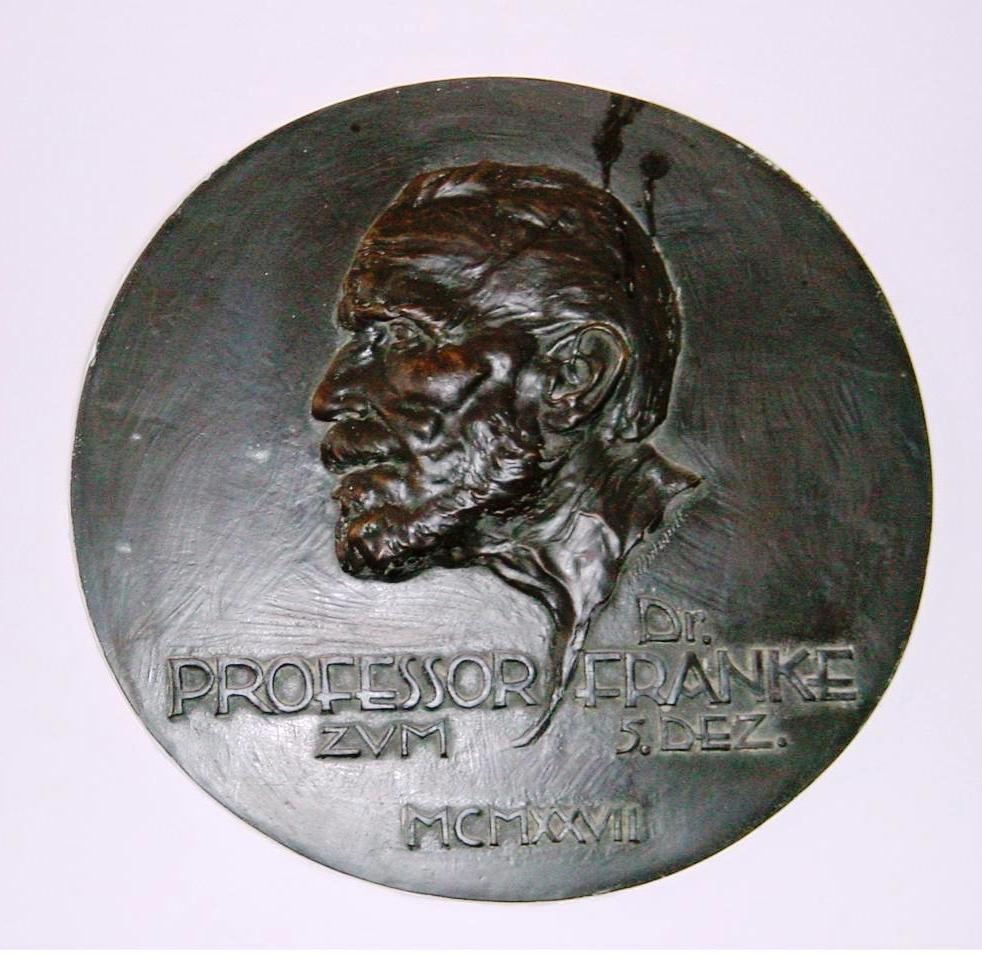
Hermann Franke, Gedenktafel in Schleusingen

Hermann Franke (* 5. Dezember 1847 in Weddersleben; † 16. September 1932 in Schleusingen) war ein deutscher Gymnasiallehrer und Geologe.
Hermann Franke studierte Mathematik und Physik an den Universitäten Halle, Berlin und Greifswald  und wurde 1874 in Jena zum Doktor der Philosophie promoviert. 1879 trat er als Oberlehrer für Mathematik, Physik und Naturgeschichte am Hennebergischen Gymnasium in Schleusingen in den Schuldienst, wo er 1893 zum Gymnasialprofessor ernannt wurde und 1910 wegen eines Ohrenleidens vorzeitig pensioniert wurde. 1895 stand er der Stadtverordnetenversammlung von Schleusingen vor, der er von 1891 bis 1912 angehörte.
Frankes Passion war die Geologie. Er gründete die Ortsgruppe Schleusingen des Thüringischen Geologischen Vereins, deren Ehrenmitglied er später wurde, und ist Mitbegründer des Thüringerwald-Vereins. Er publizierte auf den Gebieten der Geologie und Mineralogie. Auf seinen Reisen und Exkursionen trug er eine Mineraliensammlung zusammen, die nach seinem Tode auf Betreiben Paul Georgis (1891–1976), ebenfalls Lehrer am Hennebergischen Gymnasium, in eine Stiftung überführt und von 1934 bis 1974 im Professor-Dr.-Franke-Museum ausgestellt wurde. Heute wird diese Sammlung im naturhistorischen Museum in Schleusingen gezeigt und gewürdigt.

## Veröffentlichungen
- Geologisches Wanderbuch für den Thüringer Wald. Enke, Stuttgart 1912.
- Die Umrisse der Kristallflächen und die Anfertigung von Kristallmodellen. Enke, Stuttgart 1913.